# Santa Rita (Costa Rica)
Santa Rita è un distretto della Costa Rica facente parte del cantone di Nandayure, nella provincia di Guanacaste.